# Andrzej Wodka
Andrzej Stefan Wodka CSsR (ur. 29 grudnia 1959 w Borzęcinie) – polski duchowny rzymskokatolicki, redemptorysta, teolog biblijny, profesor, prezes Akademii Alfonsjańskiej oraz Agencji Stolicy Apostolskiej do Spraw Oceny i Promocji Jakości Kształcenia na Uniwersytetach i Wydziałach Kościelnych (AVEPRO).

## Życiorys
Naukę w szkole podstawowej odbył w Bielczy. Od 2 września 1974 uczył się w Tarnowie w IV LO im. Stanisława Anioła. Po zdaniu matury w 1978 wstąpił do seminarium Zgromadzenia Najświętszego Odkupiciela – redemptorystów. 1 lutego 1980 złożył pierwsze śluby zakonne. 6 czerwca 1985 w Tuchowie otrzymał święcenia prezbiteriatu. Następnie odbył studia z zakresu Pisma Świętego w Papieskim Instytucie Biblijnym w Rzymie (licencjat) oraz na Uniwersytecie Hebrajskim w Jerozolimie. W latach 1989–1992 był wykładowcą, wychowawcą i duszpasterzem powołaniowym w Wyższym Seminarium Duchownym Redemptorystów w Tuchowie i Krakowie. Następnie doktoryzował się na Papieskim Uniwersytecie Gregoriańskim z zakresu teologii biblijnej.
Od 1997 pracuje jako wykładowca teologii moralnej biblijnej na Akademii Alfonsjańskiej (początkowo jako profesor zaproszony, od 2002 jako profesor stowarzyszony, od 2007 profesor nadzwyczajny, a od 2015 r. jako profesor zwyczajny). Wykładał również na innych uczelniach rzymskich, jak Claretianum, czy też Terezjanum. Przez kilka kadencji był delegatem Prowincji Warszawskiej Redemptorystów w Konferencji Redemptorystów Europy, utworzonej w 2009 r.
W 2013 został prezesem Akademii Alfonsjańskiej, Wyższego Instytutu Teologii Moralnej Zgromadzenia Redemptorystów, istniejącego od 1960 r. w ramach Papieskiego Uniwersytetu Laterańskiego. W 2016 r. został wybrany na drugą kadencję, którą zakończył po dwóch latach, w dn. 1 października 2018, w związku z nominacją papieską na przewodniczącego AVEPRO (5 czerwca 2018). Ponadto w latach 2013–2018 był sekretarzem Konferencji Rektorów Papieskich Uniwersytetów Rzymskich CRUIPRO, jak również wiceprzewodniczącym Sieci Bibliotek Papieskich w Rzymie (URBE) w latach 2016–2018.
6 czerwca 2018 papież Franciszek mianował go prezesem Agencji Stolicy Apostolskiej do Spraw Oceny i Promocji Jakości Kształcenia na Uniwersytetach i Wydziałach Kościelnych (AVEPRO) na pięcioletnią kadencję. Oficjalne ogłoszenie nominacji nastąpiło 27 czerwca 2019.